# Rávar megye

Kermán tartomány megyéinek elhelyezkedése

Rávar megye (perzsául: شهرستان راور) Irán Kermán tartományának északi megyéje az ország középső, délkeleti részén. Délnyugaton és nyugaton Rafszandzsán megye, északról a Jazd tartományban lévő Behábád megye és Báfg megye, keletről a Dél-Horászán tartományhoz tartozó Tabasz megye, délkeletről és délről pedig Kermán megye határolja. Székhelye a 22 900 fős Rávar városa. Összesen két város tartozik a megyéhez: Rávar, a megye székhelye, illetve Hodzsedk. A megye lakossága 38 539 fő. A megye két kerületet foglal magába, amely a Központi kerület, illetve Kuhszárán kerület.

## Fordítás
- Ez a szócikk részben vagy egészben  a   Ravar County című angol Wikipédia-szócikk ezen változatának fordításán alapul.  Az eredeti cikk szerkesztőit annak laptörténete sorolja fel. Ez a jelzés csupán a megfogalmazás eredetét és a szerzői jogokat jelzi, nem szolgál a cikkben szereplő információk forrásmegjelöléseként.